# Kim Je-deok
Kim Je-deok (em coreano: 김제덕; 12 de abril de 2004) é um arqueiro profissional sul-coreano, campeão olímpico.

## Carreira
Je-deok começou a praticar tiro com arco em 2013, quando estava na terceira série na Yecheon Elementary School. Ele foi incentivado a se envolver no esporte por um de seus amigos. Ele foi campeão na prova em equipe mista nos Jogos Olímpicos de Verão de 2020 em Tóquio ao lado de An San e em equipe masculina ao lado de Kim Woo-jin e Oh Jin-hyek.